# Carlshütte (Dautphetal)

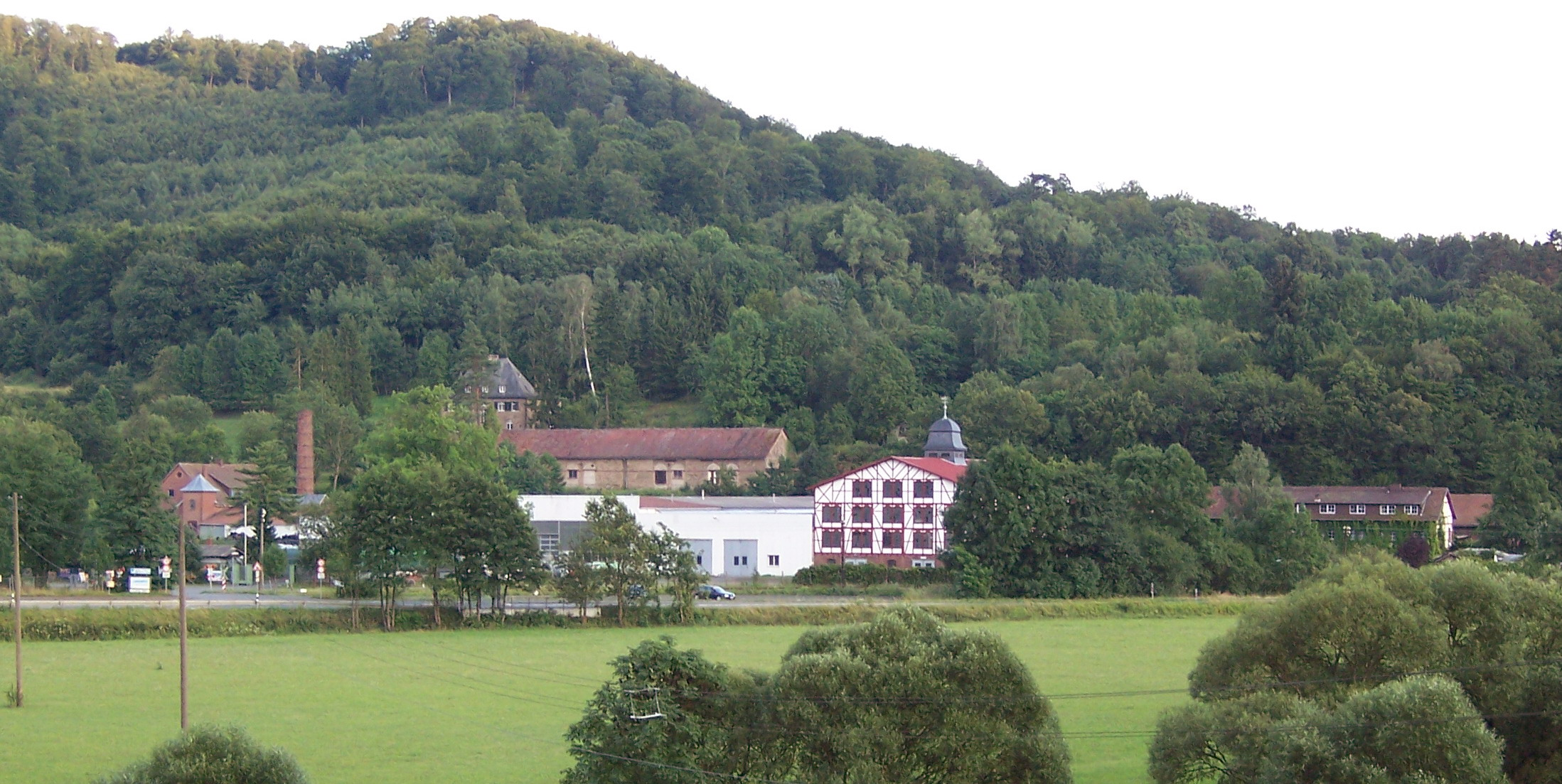
Blick auf die Gebäude des ehemaligen Hüttenbetriebes

Die Carlshütte (mundartlich Carlshedde) ist eine Industriesiedlung im Osten des Hessischen Hinterlandes beim Ortsteil Buchenau der Großgemeinde Dautphetal im mittelhessischen Landkreis Marburg-Biedenkopf, zu dem sie auch gehört.

## Geschichte

Die Carlshütte um 1911 mit Bahnhof, aber noch ohne Villa

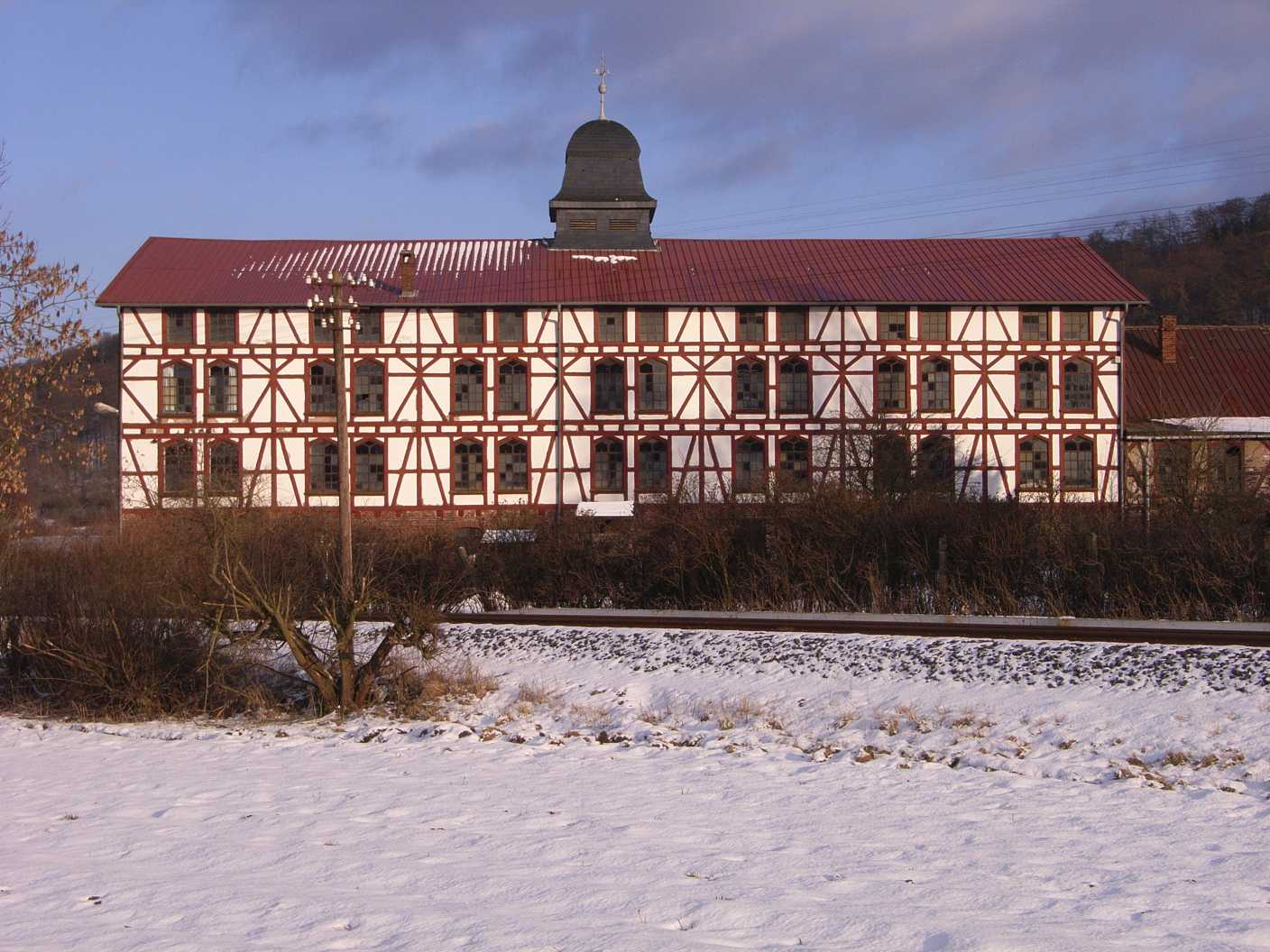
Westseite des historischen Fachwerkgebäudes mit Turmhaube an der Bahnlinie

Die Carlshütte entstand im Zuge der Industrialisierung in der Lahnniederung ungefähr 1,5 km südwestlich von Buchenau. Friedrich Carl Klein ließ die nach ihm benannte Carlshütte am 12. Juli 1844 als letzte Eisenhütte im oberen Lahntal errichten.

### Entstehung
Friedrich Carl Klein war zuvor als Großherzoglich Hessischer Hütteninspektor in der Ludwigshütte in Biedenkopf beschäftigt. Nach dem Verkauf der Ludwigshütte in private Hände wohnte er in Elmshausen. Von dort aus fand er auf Spaziergängen Eisenerzvorkommen in den Gemarkungen Buchenau, Allendorf und Elmshausen. Da er befürchtete, dass die von ihm entdeckten Vorkommen aus Neid nicht von den umliegenden Eisenhütten angenommen werden würden, ließ er mit finanzieller Hilfe seiner Gönner, dem Geheimrath Freiherr von und zu Breidenbach und dem Grafen zu Solms-Laubach, die „Karlshütte“ errichten. Auf diese Weise entstand das letzte Hüttenwerk im oberen Lahntal.
Mit der Inbetriebnahme der Eisenbahnstrecke von Cölbe nach Biedenkopf am 1. April 1883 erhielt die Carlshütte einen eigenen Haltepunkt. Bald wurde die Verhüttung des Eisenerzes immer unrentabler und so wandelte sich die „Hütte“ zu einer Gusswarenfabrik. Unter anderem wurden Gussöfen („Zeus-Öfen“), Gartenbankgestelle, Gussfenster, Haushaltsartikel und Gussrohre hergestellt. Zu ihrer Blütezeit kurz vor der Wirtschaftskrise von 1929 arbeiteten ungefähr 440 Menschen auf der Carlshütte. Zu erwähnen ist auch das um 1925 oberhalb der Carlshütte erbaute Haus Hohenfels, eine für damalige Verhältnisse äußerst luxuriöse Villa, die sich Friedrich Carl Kleins Schwiegersohn bauen ließ.
Im Zweiten Weltkrieg wurde die Carlshütte wie auch die Bahnstrecke mehrmals bombardiert, blieb aber von größeren Schäden verschont. Die nach dem Krieg nur noch um die 150 Arbeiter zählende Carlshütte spezialisierte sich auf den Bau von gusseisernen Öfen, bevor sie gegen Ende 1950er Jahre in Konkurs geriet. Daraufhin wurde sie verkauft. Heute beherbergt das Terrain neben verschiedenen kleineren Betrieben das Wohnhaus der heutigen Besitzer. Am 26. Mai 1985 wurde der Bahnhof Carlshütte „aufgelassen“, also der Betrieb eingestellt.

## Gegenwart

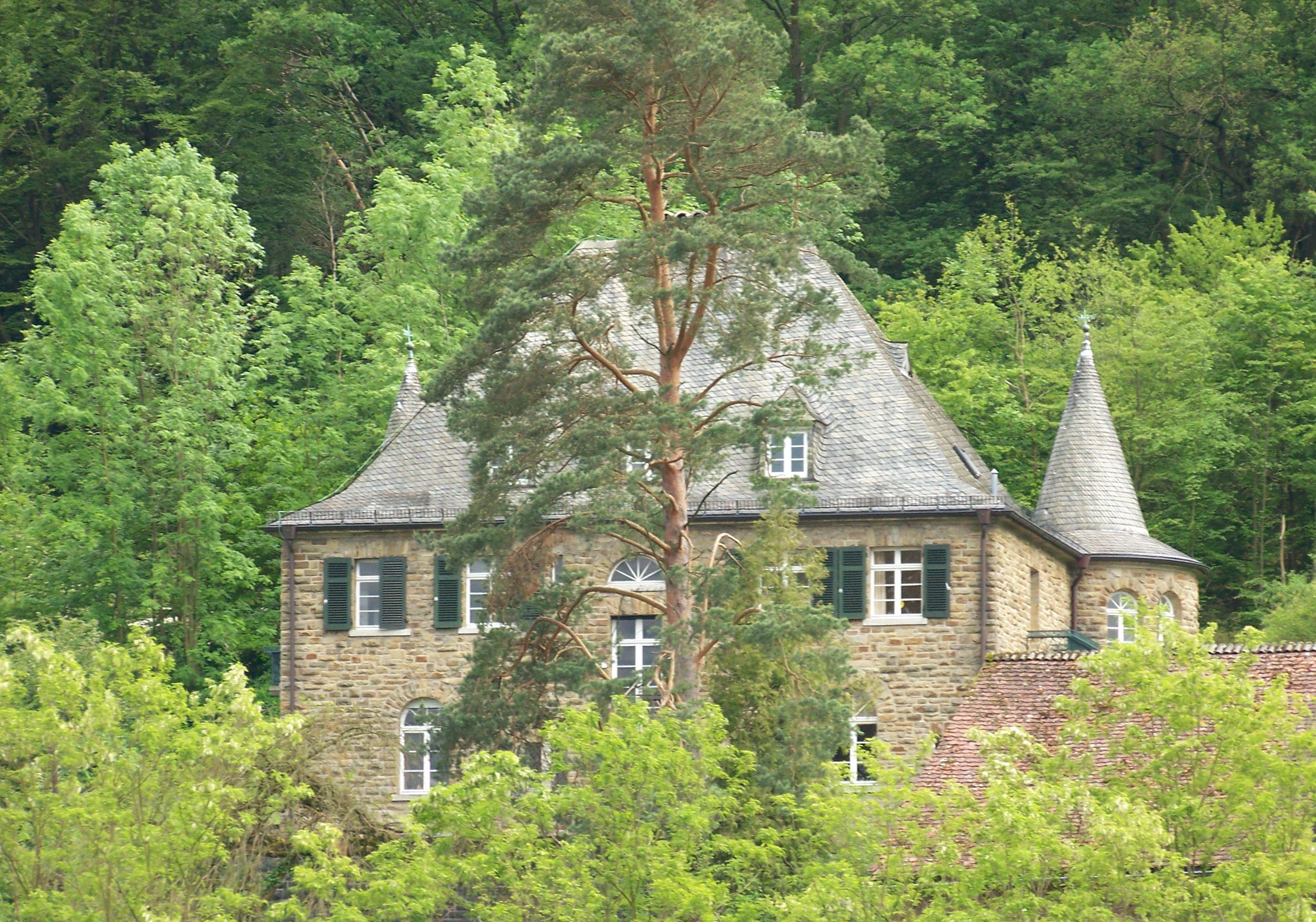
Die sogenannte „Villa“ – Das Haus Hohenfels

Neben der eigentlichen Carlshütte mit ihrem zugehörigen Gebäuden ist die Villa, das ehemalige Bahnwärterhaus, eine ehemalige Gaststätte, ein weiteres Haus an der Kreisstraße nach Allendorf sowie eine neu errichtete Autowerkstatt von insgesamt knapp 40 Personen bewohnt. Das baufällige kleine Bahnhofsgebäude wurde nach Schließung des Bahnhofs abgerissen.
In Richtung Buchenau sind im Anschluss an die Carlshütte entlang der Bahnstrecke ca. 23 Hektar Industriefläche ausgewiesen (13 ha Bestand, aber größtenteils noch unbebaut und 10 ha in Planung).